# Cardenal bru

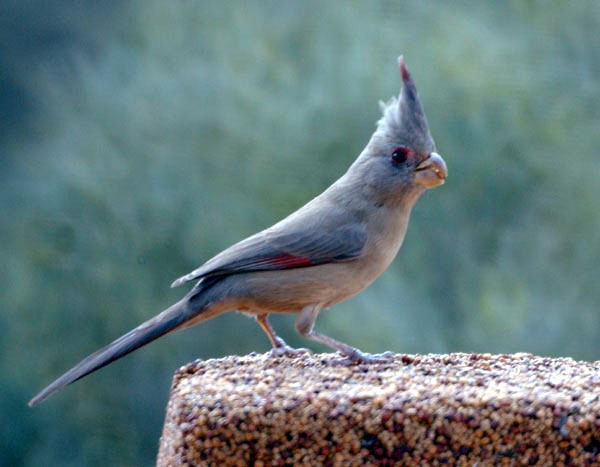
Femella

El cardenal bru (Cardinalis sinuatus) és un ocell passeriforme nord-americà de grandària mitjana. És principalment una espècie resident de Mèxic, però es troba també en el sud dels Estats Units, en els estats d'Arizona, Nou Mèxic, i Texas.

## Descripció
Aquesta espècie es distingeix per tenir un bec curt i robust i una cresta i ales vermelles. S'assembla molt al cardenal vermell i al cardenal emplomallat, que pertanyen al mateix gènere. La longitud per a ambdós sexes és d'uns 21 cm), mentre que el pes típic és de 24 a 43 g.